# Marcellus (Präfekt von Judäa)
Marcellus war der sechste Präfekt Roms in Judäa. Er war im Jahr 36 n. Chr. für dieses Gebiet verantwortlich.

## Leben
Marcellus war ein enger Freund und Mitarbeiter des einflussreichen Senators und Statthalters der römischen Provinz Syria, Lucius Vitellius. Er gelangte anders zu seinem Amt als die bisherigen Präfekten Judäas, die stets auf direkte Anordnung des Kaisers eingesetzt worden waren. Gegen Ende der Amtszeit von Pontius Pilatus kam es zu Unruhen um einen samaritanischen Messiasanwärter, der große Pilgermassen zum Berg Garizim führte, worauf Pilatus’ Soldaten ein Blutbad unter den Pilgern anrichteten. Die Samaritaner verklagten Pilatus vor Vitellius, der daraufhin befahl, dass Pontius Pilatus sich vor Kaiser Tiberius in Rom verantworten müsse. Um das Machtvakuum zu kompensieren, setzte Vitellius den Marcellus als Statthalter in Judäa ein. Flavius Josephus, der kurz über Marcellus berichtete, verwendete statt der Amtsbezeichnung Präfekt den unüblichen Ausdruck epimeletes, was bedeuten könnte, dass Marcellus nominell nicht Präfekt, sondern bloßer Interimsbefehlshaber in Judäa war. Zur gleichen Zeit wurde auch der jüdische Hohepriester Kajaphas, der über ein Jahrzehnt eng mit Pilatus kooperiert hatte, von Vitellius abgesetzt und durch seinen Schwager Jonatan ben Hannas ersetzt.
Während der kurzen Amtszeit von Marcellus traf dieser Vorbereitungen für einen geplanten Krieg gegen Aretas IV., den König der Nabatäer. Dieser hatte zuvor in einem Grenzkonflikt den Tetrarchen Herodes Antipas besiegt. Vitellius erhielt von Kaiser Tiberius den Auftrag zur Planung eines Kriegszuges gegen die Nabatäer und Marcellus half ihm dabei, da beabsichtigt war, die römischen Truppen über judäisches Gebiet zu führen. Vitellius selbst besuchte im Jahr 37 das Paschafest in Jerusalem gemeinsam mit Antipas. Zu dem Krieg kam es jedoch nicht, da Vitellius, der kein Interesse am Wiedererstarken Antipas’ hatte, die Vorbereitungen verschleppte und Tiberius zuvor starb.
Caligula wurde im Jahr 37 n. Chr. Nachfolger von Tiberius als Kaiser des Römischen Reiches. Wie üblich wurden nach einem Machtwechsel die Positionen die hohen Positionen in der Provinzverwaltung neu besetzt und Marullus wurde zum Nachfolger von Marcellus ernannt.